# بنيديتو كالداريلا
بنيديتو كالداريلا (بالإسبانية: Benedicto Caldarella)‏ هو متسابق دراجات نارية أرجنتيني. نافس في سباقات بطولة العالم لفئة 500 سي سي ولفئة 250 سي سي ولفئة 125 سي سي ولفئة 50 سي سي.